# Premi Oscar 1976
La 48ª edizione della cerimonia di premiazione dei Premi Oscar si è tenuta il 29 marzo 1976 a Los Angeles, al Dorothy Chandler Pavilion, condotta dagli attori Walter Matthau, Robert Shaw, George Segal, Goldie Hawn e Gene Kelly.

## Vincitori e candidati
Vengono di seguito indicati in grassetto i vincitori. Ove ricorrente e disponibile, viene indicato il titolo in lingua italiana e quello in lingua originale tra parentesi.

### Miglior film
- Qualcuno volò sul nido del cuculo (One Flew over the Cuckoo's Nest), regia di Miloš Forman
- Barry Lyndon, regia di Stanley Kubrick
- Quel pomeriggio di un giorno da cani (Dog Day Afternoon), regia di Sidney Lumet
- Lo squalo (Jaws), regia di Steven Spielberg
- Nashville, regia di Robert Altman

### Miglior regia
- Miloš Forman - Qualcuno volò sul nido del cuculo (One Flew over the Cuckoo's Nest)
- Federico Fellini - Amarcord
- Stanley Kubrick - Barry Lyndon
- Robert Altman - Nashville
- Sidney Lumet - Quel pomeriggio di un giorno da cani (Dog Day Afternoon)

### Miglior attore protagonista
- Jack Nicholson - Qualcuno volò sul nido del cuculo (One Flew over the Cuckoo's Nest)
- Walter Matthau - I ragazzi irresistibili (The Sunshine Boys)
- Al Pacino - Quel pomeriggio di un giorno da cani (Dog Day Afternoon)
- Maximilian Schell - The Man in the Glass Booth
- James Whitmore - Give 'em Hell, Harry!

### Migliore attrice protagonista
- Louise Fletcher - Qualcuno volò sul nido del cuculo (One Flew over the Cuckoo's Nest)
- Isabelle Adjani - Adele H. - Una storia d'amore (Histoire d'Adèle H.)
- Ann-Margret - Tommy
- Glenda Jackson - Il mistero della signora Gabler (Hedda)
- Carol Kane - Hester Street

### Miglior attore non protagonista
- George Burns - I ragazzi irresistibili (The Sunshine Boys)
- Brad Dourif - Qualcuno volò sul nido del cuculo (One Flew over the Cuckoo's Nest)
- Burgess Meredith - Il giorno della locusta (The day of the Locust)
- Chris Sarandon - Quel pomeriggio di un giorno da cani (Dog Day Afternoon)
- Jack Warden - Shampoo

### Migliore attrice non protagonista
- Lee Grant - Shampoo
- Ronee Blakley - Nashville
- Sylvia Miles - Marlowe, il poliziotto privato (Farewell, My Lovely)
- Lily Tomlin - Nashville
- Brenda Vaccaro - Una volta non basta (Jacqueline Susann's Once Is Not Enough)

### Miglior sceneggiatura non originale
- Lawrence Hauben e Bo Goldman - Qualcuno volò sul nido del cuculo (One Flew over the Cuckoo's Nest)
- Stanley Kubrick - Barry Lyndon
- John Huston e Gladys Hill - L'uomo che volle farsi re (The Man Who Would Be King)
- Ruggero Maccari e Dino Risi - Profumo di donna
- Neil Simon - I ragazzi irresistibili (The Sunshine Boys)

### Miglior sceneggiatura originale
- Frank Pierson - Quel pomeriggio di un giorno da cani (Dog Day Afternoon)
- Federico Fellini e Tonino Guerra - Amarcord
- Claude Lelouch e Pierre Uytterhoeven - Tutta una vita (Toute une vie)
- Ted Allan - Lies My Father Told Me
- Robert Towne e Warren Beatty - Shampoo

### Miglior film straniero
- Dersu Uzala - Il piccolo uomo delle grandi pianure (Dersu Uzala), regia di Akira Kurosawa (Unione Sovietica)
- La terra della grande promessa (Ziemia obiecana), regia di Andrzej Wajda (Polonia)
- Actas de Marusia - Storia di un massacro (Actas de Marusia), regia di Miguel Littín (Messico)
- Sandokan numero 8 (Sandakan hachibanshokan bohkyo), regia di Kei Kumai (Giappone)
- Profumo di donna, regia di Dino Risi (Italia)

### Miglior fotografia
- John Alcott - Barry Lyndon
- Conrad Hall - Il giorno della locusta (The Day of the Locust)
- James Wong Howe - Funny Lady
- Robert Surtees - Hindenburg (The Hindenburg)
- Haskell Wexler e Bill Butler - Qualcuno volò sul nido del cuculo (One Flew over the Cuckoo's Nest)

### Miglior scenografia
- Ken Adam, Roy Walker e Vernon Dixon - Barry Lyndon
- Edward Carfagno e Frank McKelvy - Hindenburg (The Hindenburg)
- Alexander Trauner, Tony Inglis e Peter James - L'uomo che volle farsi re (The Man Who Would Be King)
- Richard Sylbert, W. Stewart Campbell e George Gaines - Shampoo
- Albert Brenner e Marvin March - I ragazzi irresistibili (The Sunshine Boys)

### Migliori costumi
- Ulla-Britt Soderlund e Milena Canonero - Barry Lyndon
- Yvonne Blake e Ron Talsky - Milady - I quattro moschettieri (The Four Musketeers)
- Ray Aghayan e Bob Mackie - Funny Lady
- Henny Noremark e Karin Erskine - Il flauto magico (Trollflöjten)
- Edith Head - L'uomo che volle farsi re (The Man Who Would Be King)

### Miglior montaggio
- Verna Fields - Lo squalo (Jaws)
- Dede Allen - Quel pomeriggio di un giorno da cani (Dog Day Afternoon)
- Russell Lloyd - L'uomo che volle farsi re (The Man Who Would Be King)
- Fredric Steinkamp e Don Guidice - I tre giorni del Condor (Three Days of the Condor)
- Richard Chew, Lynzee Klingman e Sheldon Kahn - Qualcuno volò sul nido del cuculo (One Flew over the Cuckoo's Nest)

### Miglior sonoro
- Robert L. Hoyt, Roger Heman, Earl Madery e John R. Carter - Lo squalo (Jaws)
- Richard Portman, Don MacDougall, Curly Thirlwell e Jack Solomon - Funny Lady
- Leonard Peterson, John A. Bolger Jr., John Mack e Don K. Sharpless - Hindenburg (The Hindenburg)
- Arthur Piantadosi, Les Fresholtz, Richard Tyler e Al Overton Jr. - Stringi i denti e vai! (Bite the Bullet)
- Harry W. Tetrick, Aaron Rochin, William McCaughey e Roy Charman - Il vento e il leone (The Wind and the Lion)

### Migliore colonna sonora
- Adattamento con canzoni originali

- Leonard Rosenman - Barry Lyndon
- Peter Matz - Funny Lady
- Peter Townshend - Tommy

- Originale

- John Williams - Lo squalo (Jaws)
- Gerald Fried - Anche gli uccelli e le api lo fanno (Birds Do It, Bees Do It)
- Alex North - Stringi i denti e vai! (Bite the Bullet)
- Jack Nitzsche - Qualcuno volò sul nido del cuculo (One Flew over the Cuckoo's Nest)
- Jerry Goldsmith - Il vento e il leone (The Wind and the Lion)

### Miglior canzone
- I'm Easy, musica e testo di Keith Carradine - Nashville
- How Lucky Can You Get, musica e testo di Fred Ebb e John Kander - Funny Lady
- Now That We're in Love, musica di George Barrie, testo di Sammy Cahn - W.H.I.F.F.S. - La guerra esilarante del soldato Frapper (Whiffs)
- Richard's Window, musica di Charles Fox, testo di Norman Gimbel - Una finestra sul cielo (The Other Side of the Mountain)
- Do You Know Where You're Going To, musica di Michael Masser, testo di Gerry Goffin - Mahogany

### Miglior documentario
- The Man Who Skied Down Everest, regia di Bruce Nyznik e Lawrence Schiller
- Fighting for Our Lives, regia di Glen Pearcy
- The Incredible Machine, regia di Irwin Rosten e Ed Spiegel
- The California Reich, regia di Keith Critchlow e Walter F. Parkes
- The Other Half of the Sky: A China Memoir, regia di Shirley MacLaine e Claudia Weill

### Miglior cortometraggio
- Angel and Big Joe, regia di Bert Salzman
- Conquest of Light, regia di Louis Marcus
- Dawn Flight, regia di Lawrence M. Lansburgh e Brian Lansburgh
- A Day in the Life of Bonnie Consolo, regia di Barry J. Spinello
- Doubletalk, regia di Alan Beattie

### Miglior cortometraggio documentario
- The End of the Game, regia di Robin Lehman
- Arthur and Lillie, regia di Jon Else
- Millions of Years Ahead of Man, regia di Manfred Baier
- Probes in Space, regia di George V. Casey
- Whistling Smith, regia di Marrin Canell e Michael J.F. Scott

### Miglior cortometraggio d'animazione
- Great, regia di Bob Godfrey
- Kick Me, regia di Robert Swarthe
- Monsieur Pointu, regia di André Leduc e Bernard Longpré
- Sisyphus, regia di Marcell Jankovics

## Premi speciali

### Premio alla carriera
- Mary Pickford in riconoscimento del suo unico contributo all'industria cinematografica e allo sviluppo dei film come mezzo artistico.

### Premio umanitario Jean Hersholt
- Jules C. Stein

### Premio alla memoria Irving G. Thalberg
- Mervyn LeRoy

### Premio Special Achievement
- Albert Whitlock e Glen Robinson - Hindenburg (The Hindenburg) - effetti visivi
- Peter Berkos - Hindenburg (The Hindenburg) - effetti sonori